# Sergei Tretyakov
Sergei Mikhailovich Tretyakov (em russo:  Серге́й Миха́йлович Третьяко́в (Riga, 1892; 10 de setembro,  foi importante dramaturgo e poeta  do construtivismo russo e correspondente especial do Pravda. Assassinado em 1937 pelo regime stalinista soviético, pertenceu ao círculo do Formalistas Russos e foi associado também ao Futurismo russo.

## Biografia
Tretyakov se formou em 1916 em direito na Universidade de Moscou. Suas primeiras publicações se deram aos vinte anos, em 1913 e pouco antes da Revolução Russa ele se incorpora ao Futurismo Russo. Em 1919, pouco depois da publicação de seu Iron Pause, ele torna-se profundamente envolvido com o movimento futurista da Sibéria Criadores da Arte. Sua peça mais famosa é Roar China!, que atacava o imperialismo ocidental. 
Em 1924 Sergei Tretyakov fez uma grande visita a China onde ele ensinou literatura russa e colecionou material para suas criações. Ele contribuiu para o jornal construtivista LEF, (1923-1925) e co-editou a Revista Novyi LEF (Nova Esquerda)(1927-1928). Entre 1930 e1931 ele viajou para Alemanha, Dinamarca e Austria. Antes dele cair em desgraça frente as autoridades stalinistas ele traduziu e popularizou grandes escritores europeus como Bertolt Brecht.  Brecht conhecia o trabalho literário de Tretyakov e montou uma adaptação de sua obra "Eu Quero um Bebê". 
O famoso diretor russo Meyerhold encenou um texto de Tretyakov: O Mundo de Cabeça pra Baixo, adaptado de uma obra de Marcel Martinet, Noite, apresentada no teatro Meyerhold em Moscou em 7 de Novembro de 1923.
Tretyakov foi preso por Stalin's NKVD em 27 de Julho de 1937, acusado de espionagem e teria sido executado no final deste ano. Entretanto, na introdução de sua peça em inglês "'I Want a Baby', Robert Leach afirma que num ato de último desafio ao regime ele teria se jogado nas escadas na prisão de Butyrka prison. Nos anos 1960 ele foi reabilitado com muitas outras vítimas da perseguição de Stalin.
Tretyakov trabalhou com:
- Vsevolod Emilevitch Meyerhold (diretor)
- Sergei Eisenstein (diretor)
- El Lissitzky (artista plástico e cenógrafo)
- Vladimir Mayakovsky (poeta, dramaturgo)
- Osip Brik (crítico literário, contista)
- Alexander Rodchenko (artista e fotógrafo) e sua mulher
- Varvara Stepanova desenhista textil.

## Trabalhos publicados em inglês e russo
- "Roar China!: A Drama in Seven Scenes", Rialto Service Bureau, (1930)
- "Iron Pause" Vladivostok, 1919 (poesia)
- "I Want a Baby!" University of Birmingham, (1995), ISBN 0-7044-1620-4
- "Gas-Masks" Vserossiisky Proletkult, (1924)
- "Can You Hear, Moscow? Vserossiisky Proletkult, (1924)
- "A Chinese Testament: The Autobiography of Tan Shih-hua", Gollancz, (1934) ,
- "The Country-Crossroad, Five Weeks in Czechoslovakia",  Sovetsky Pisatel, (1937) Hardback

## References
- King, David : Ordinary Citizens - The Victims of Stalin (Francis Boutle Publishers), 2003, ISBN 1-903427-15-0
- Terras, Victor (ed): Handbook of Russian Literature Yale University, 1995,  ISBN 0-300-03155-6
- Harkins, William E : A Dictionary of Russian Literature (Allen Unwin), 1957.